# Київське дворянське зібрання
Київське дворянське зібрання, київські дворянські збори, КДЗ (рос. Киевское дворянское собрание, КДС) — 1) втрачена історична будівля в Києві, побудована в 1851 році за архітектурним проектом Олександра Беретті в Російській імперії й зруйнована в 1976 році в УРСР. 
2) Діюча з 1990 року громадська організація - співдружність нащадків дворянсьва Києва, а також існуюча до 1917 року монархічна організація, котра дала цю назву споруді: дворянське зібрання Київщини, що утворилося після окупації Росією Київського воєводства. 
Ліквідація саме київського дворянського зібрання відбулося після оприлюднення Декрету Всеросійського ЦВК та РНК «Про знищення станів і цивільних чинів» 23(10) листопада 1917 року, з утворенням СРСР. Лише у 1991 році дворянське зібрання відроджено, як легальна організація, діюча за законами незалежної України.

## Історія будівлі
- У 1851 р. — побудовано кам'яну триповерхову споруду в стилі пізнього класицизму поміщиком Маврикієм Понятовським за проектом Олександром Беретті. Газета «Київські єпархіальні відомості» публікувала:

"Будинок цей являв собою в середині ХІХ ст. наглухо забиту безлюдну споруду. Як це вийшло? Будинок будував польський магнат Понятовський. Цьому вельможі якийсь ксьондз навіяв, що із завершенням споруди він помре. Переляканий вельможа припинив спорудження свого палацу, забив вікна й двері, а будинок перетворив на таку легендарну будівлю. Наприкінці 1850-х років з цього будинку зняли темну легенду, оживили його, відкрили вікна та двері. Тут була влаштована художня виставка. Перший поверх будівлі здавався різним користувачам, у тому числі і під крамниці].   .            
У 1861 р. ця будівля була продана польським магнатом Ламбертом Понятовським Київському губернському дворянству під місце зборів (за дуже солідну суму). Знаходилася споруда на території садиби площею 703 кв. сажнів (близько 1500 м²). Однією стороною садиба виходила на Хрещатик, а іншою — на Хрещатицьку площу. На цій ділянці Беретті-син побудував будинок для дворянського зібрання. На гравюрах середини XIX ст. у районі Думської площі Києва були дві перші кам'яні будівлі центру сучасного Києва — Інституту шляхетних дівчат побудований за проектом Вікентія Беретті (батька) і Дворянське зібрання — проект Олександра Беретті (сина). Київське дворянське зібрання було шефом Київського дворянського училища. Бюджет губернського дворянського зібрання формувався з коштів самих дворян. Держава в цьому участі не брала. Тим не менш, дворянське зібрання для міських потреб зводило й утримувало «на свій кошт» навчальні заклади, громадські будівлі, храми, палаци, прибуткові будинки, особисті особняки, створювало різні комітети та інші приватні благодійні організації.
- У 1865 р. в будівлі дворянського зібрання започаткована була Публічна бібліотека Києва (сучасна назва «Національна парламентська бібліотека України»)[3]. З листування київського губернатора генерал-майора Казнакова М. Г. до губернського предводителя дворянства Горвата О. О. (3 вересня 1864) відомо[1]:

|  | На поважний лист Вашої Високоповажності маю честь відповісти, що для мене завжди буде приємно і вельми приємно сприяти всіма залежними від мене засобами виконанню всіх корисних для цього краю приречень, що знаменують управління Вашої Високоповажності. Поспішаю повідомити, що для приміщення в Києві Публічної Бібліотеки, на думку мою, здавалися б найзручніші в будівлі Дворянського будинку три кімнати, з яких дві крайні на Хрещатицькій вулиці, що з'єднуються між собою, кожна довжиною в 12, шириною в 9 аршин, з особливими входами з вулиці, і третя суміжна з ними ж кімната довжиною в 12, шириною в 4,5 аршини (1 аршин - 71 см). Якби згодом з розширенням Бібліотеки знадобилося більше приміщення, то можна буде додати четверту кімнату з двору, довжиною в 13, шириною в 12 аршин. Наріжні ж дві кімнати, зайняті під крамниці, незручні тому, що їх лишень дві і вони за розміром набагато менші перших. На початку січня 1865 р. зазначені три кімнати я постараюся за свій рахунок очистити, підлоги, двері, вікна пофарбувати і стіни обклеїти шпалерами, а також зобов'язуюсь поставити 11/2 сажні дров на опалення Бібліотеки. |

- У 1888 р. «Будинок Дворянського Зібрання» значиться під номером 42 на «Старокиївській ділянці»[4].
- Після 1917 р. — в ньому розміщувалася військова комендатура, друкарня, різні установи, офіси близько двох десятків комерційних організацій. Архів Київського дворянського зібрання вимушено деякий час зберігався в сім'ї Порай-Кошиць, який конфіскував НКВС.

- До 1976 р. — будівлю київського дворянського зібрання було споруджено біля старовинної місцевості Козине болото (на перехресті), де нинішня площа Незалежності (Україна). До епохи СРСР — мало назву «Думська площа». Дану площу перетинала вулиця Жовтневої Революції (вулиця Інститутська), стародавнього Хрещатику. У період УРСР ця споруда знаходилося за адресою — площа Жовтневої Революції № 2/18. І його експлуатували як культурно-просвітницький заклад Будинку вчителя з 1934 р., заснованого в 1922 р. як «Будинок працівників освіти». При ньому працював народний університет педагогічних знань, проводилися науково-педагогічні семінари та конференції. Діяли художні колективи самодіяльності, народний вокальний ансамбль «Вікторія», народний хор ветеранів педагогічної праці (дипломанти всесоюзних і республіканських фестивалів) і хорова капела вчителів, самодіяльний театр, танцювальний колектив школярів, різні студії.

- У 1976 р. — будівлю київського дворянського зібрання було зруйновано з метою будівництва Будинку профспілок «Укрпрофради». І в 1978 р. було споруджено нову будівлю за проектом архітектора Олександра Малиновського та інші [5].

## Історія організації
У серпні 1991 року, з розпадом СРСР доктор медичних наук, потомственний дворянин Юрій Миколайович Квітницький-Рижов почав збирати навколо себе в м. Києві дворян-неофітів, нащадків відомих і не дуже відомих дворянських родів. Вони створили організаційний комітет для відновлення "Київського дворянського зібрання" (КДЗ) на нараді 24 грудня 1991 р. Саме з того часу починається відродження "Київського дворянського зібрання", як монархічної організації. Це були люди, котрі зберегли дворянську самосвідомість, віру предків в умовах терору, репресій, дискримінації та еміграції.
У Києві налічувалося до 1917 р. близько 20 000 дворян. До кінця XIX століття в Київській губернії налічувалося 397048 «потомствених дворян» і 21 481 особа, котрі мали «особисте дворянство». До цих пір існує нерухомість, що належала Київським дворянським зборам: будівлі Київського інституту шляхетних дівчат, Кадетського корпусу, Дворянського земельного банку, дитячої лікарні побудованої бароном Штейнґелем, лікарняні корпуси Покровського монастиря, Колегія Павла Ґалаґана, інші громадські та приватні будівлі.
28 вересня 1992 р. — відповідно до законів України зареєстровано Київське Дворянське Зібрання (свідоцтво № 1070120000020502 від 28.09.1992 р.), яке почало свою офіційну діяльність як громадська організація Києва . Засновником нової громадської організації виступило Республіканське Товариство охорони пам'яток історії та культури. Відродженню його офіційної діяльності сприяли деякі представники білої еміграції з Югославії. У Київського дворянського зібрання немає окремого приміщення, у якому вони могли б збиратися. 
Періодично (1-2 рази на рік) орендуються різні приміщення для зборів. 
Юридичну реєстрацію товариство отримало за адресою "Всеукраїнської асоціації музеї", при офісі у приміщенні: м. Київ, вул. Івана Мазепи, буд. 21, корпус 19. 
В Київському дворянському зібранні станом на 2010 рік налічувалося: 67 дійсних дворян, нащадків по чоловічій лінії родоводу; 39 нащадків, яким титул дістався по жіночій лінії (асоційовані дворяни) і 61 осіб (члени-кореспонденти), які знають про своє дворянство, але не мають достатньо документованих підтверджень. Усього в Київському дворянському зібранні нараховується активних 167 осіб (у період заснування було близько 500 представників прізвищ). 
В Україні простежити своє генеалогічне древо буває складно. Адже в СРСР у 1935—1952 рр. багато документів організовано знищувалися політичним режимом КПРС. Деяким не вистачає фінансів, щоб скласти свій родовід: корені можуть йти одночасно в Україну, в Білорусь, Росію, Польщу, Литву тощо. Близько 70 % дворян України — це колись дуже заможні люди, які були розорені після Жовтневого державного перевороту 1917 р. і репресій. Зараз більшість з них, які були колись елітою держави, живе на пенсію. 
Керівниками організації були: Квітницький-Рижов Юрій Миколайович (у 1991-1992 рр.); Ільїн Олександр Юрійович (у 1992-1993 рр.); Пістолькорс Ігор Сергійович (у 1993-1995 рр.); князь Масальський Володимир Володимирович (у 1995-2003 рр.); Попов Олександр Валентинович (з 2003 року). .
Ігор Пістолькорс, 1937 року народження, уродженець м. Щолково Московської області, хоча й прийняв громадянство України, але при цьому стояв на позиціях російського імперіалізму, що констатував і один з довідників (Памятная книга российского дворянства. М., 2009. Т. 1. С. 79). 
Ільїн Олександр Юрійович - 1947 року народження, поет, з 1998 року живе за кордоном.
Громадянин України та мешканець Києва, князь Володимир Володимирович Масальський очолював у 1995-2003 роках відроджене Київське дворянське зібрання, заступником Масальського був інженер Маслов Всеволод Олексійович. Він же зареєстрував 20 січня 1999 року в Києві ГО "Орден лицарів тамплієрів", де став віце-президентом, а президентом став Яблонський Олександр Володимирович. 
З початку квітня 1993 року в Києві видавався російськомовний журнал "Кіевское дворянское собраніе" (як говорилося в анотації до нього - "научно-общественный бюллетень Киевского Дворянского Собрания), видавцем була фірма "Три К". Головним редактором став Кун Андрій Юрійович, а відповідальним секретарем був сам Масальський.
У 2003 році Масальського на посаді голови Київського дворянського зібрання замінив Попов Олександр Валентинович, заступник керуючого справами Національної академії наук України. Попов пізніше став відомим, як співзасновник у 2014 році ГО "Всеукраїнська спілка аристократів - двір герцогів Чарторийських", мав титул графа.
Якщо Масальський співпрацював з проукраїнськи налаштованим київським відділенням ордену тамплієрів, до керівництва якого був включений за рішенням головного магістра Олександра Яблонського, то Попов, навпаки, в перші роки керування організацією співпрацював з рядом проросійських структур Києва, зокрема - з ГО "Союз вірних козаків" під керівництвом Олексія Селіванова, та з ГО "Союз руського народу" м. Києва.
Заступниками Попова на посаді голови Київського дворянського зібрання стали Олексій Самохін, Вадим Ганжа та Олеся Іллясевич. Духівником організації став священик УПЦ (МП) з м. Васильків Київської області Ростислав Трьохбратський, відомий своїми монархічними та проросійськими поглядами.
Далі Попов, з 2014 року, після початку агресії Росії, поступово заморозив організаційні контакти з московським товариством "Российское дворянское собрание", відгалуженням якого було Київське зібрання. Правда, ще у 2017-2020 роках він числився у списках керівного органу "Російського дворянського зібрання" - так званого "Совета Объединённого Дворянства". . 
Але приблизно у період 2020-2021 років, через розкол "Російського дворянського зібрання" на дві ворогуючі частини, Олександр Попов залишив його центральну раду.

## Київські губернські маршалки дворянства
| П. І. Б.                             | Титул, чин, звання                      | Час                   |
| ------------------------------------ | --------------------------------------- | --------------------- |
| Закревський Григорій Йосифович       | Бунчуковий товариш Війська Запорізького | 1781—1784             |
| Капніст Василь Васильович            | Генеральний суддя                       | 1784—1787             |
| Іваненко Іван Михайлович             | поручик                                 | 1787—1790             |
| Тарковський Степан Якович            | колезький асессор                       | 1790—1793             |
| Іваненко Мойсей Михайлович           | поручик                                 | 1793—1796             |
| Козловський Тимофій Лук`янович       | генерал-майор                           | 1796—1808             |
| Ржицький Адам Станіславич            | граф                                    | 1808—1811             |
| Потоцький Франц-Петро Осипович       | граф                                    | 1811—1818             |
| Моржкевський Станіслав Францевич     |                                         | 1818—1820             |
| Рощишивський Василь Казимирович      |                                         | 1820—1821             |
| Олізар Густав                        | граф                                    | 1821—1825             |
| Шимановський Йосип Дем'янович        |                                         | 16.03.1825—06.09.1826 |
| Тишкевич Генріх Юрійович             | граф                                    | 06.09.1826—26.05.1854 |
| Мадейський Леонард Людвікович        | дійсний статський радник                | 26.05.1854—26.07.1857 |
| Ярошинський Октавіан Францевич       | статський радник                        | 26.07.1857—08.07.1860 |
| Горват Олександр Олександрович       | статський радник                        | 08.07.1860—09.07.1866 |
| Селецький Петро Дмитрович            | Київський губернатор                    | 09.07.1866—17.03.1880 |
| Репнін Микола Васильович (1834—1918) | Князь                                   | 12.09.1880—19.08.1909 |
| Куракін Михайло Анатолійович         | Князь                                   | 19.08.1909—30.01.1912 |
| Безак Федір Миколайович              | полковник, депутат Держ.Думи            | 30.01.1912—1917       |